# Кирнарская, Дина Константиновна
Ди́на Константи́новна Кирна́рская (8 октября 1955) — российский музыковед, проректор Российской академии музыки (РАМ) им. Гнесиных, заведующая кафедрой истории музыки, музыкальный психолог, профессор, доктор искусствоведения, доктор психологических наук.
Основатель и научный руководитель продюсерского факультета (ныне — факультет современной музыкальной индустрии) РАМ им. Гнесиных, президент АНО «Таланты-XXI век».

## Биография
В 1982 году окончила ГМПИ имени Гнесиных, в 1988 году — аспирантуру ГМПИ им. Гнесиных.
Изучала психологию музыки на факультете музыкального образования Лондонского университета. Стажировалась в Лондонском университете по гранту Британского Совета (1996), по программе Фулбрайт в Гарвардском университете (1997—1998), в университете «Бостон-колледж» (2007—2008), участвовала в Зальцбургскх семинарах «Классическая музыка в 21 веке» (1997) и «Высшее образование» (2003).
В 1989 году защитила кандидатскую диссертацию на тему «Музыкально-языковая способность как компонент музыкальной одаренности», в 1997 г — докторскую диссертацию на тему «Музыкальное восприятие: проблема адекватности», в 2006 г — докторскую диссертацию на тему «Теоретические основы и методы оценки музыкальной одаренности».
Является одним из ведущих специалистов в области теории и практики тестирования музыкальных и других способностей. Руководитель многочисленных семинаров и тренингов для учителей музыки в области психологии музыкального образования. Часто принимает участие в общественно-политическом ток-шоу «Время покажет».
В 2000 году основала продюсерский факультет в РАМ им. Гнесиных (ныне — факультет современной музыкальной индустрии).
Принимала участие в разработке российской концепции развития образования в сфере искусства и культуры (2001) и концепции для государств-участников СНГ (2008—2011).
Член Союза композиторов России, Союза журналистов России, член президиума Российской общенациональной секции ИСМЕ (с 2009).
Супруг — Виктор Абелевич Кирнарский (в браке до 2012 года).

## Цитата
Музыкальность — сердце человеческой одарённости.

## Публикации
- «Музыкальное восприятие» — М., 1997
- «Классическая музыка для всех» — М., 1998
- «Классицизм» — М., Росмэн, 2003
- «Музыкальные способности» — М., 2004
- «Психологический портрет композитора, написанный им самим». Часть I, О новаторстве… книга «Классическая музыка для всех»
- «О музыкальных снах композиторов», 2006
- The Natural Musician: on Abilities, Giftedness and Talent. — Oxford University Press, 2009.
- «Классическая музыка для всех. Средневековье, Ренессанс, Барокко, Классицизм» — М., 2020
- «Homo Musicus. О способностях, одаренности и таланте» — М., 2021
- «Классика на бегу» — М., 2022